# 강주형
강주형(1979년 8월 7일 ~ )은 대한민국의 연기자이다. 1996년 EBS 드라마 감성세대로 첫 데뷔하였다.

## 연기 활동

### 드라마
- 1996년 EBS 《감성세대》
- 2001년 KBS2 《아버지처럼 살기 싫었어》
- 2003년 KBS2 《그녀는 짱》
- 2008년 SBS 《온에어》... 안다정 역
- 2009년 SBS 《시티홀》... 맹해라 역